# 鹿窟光明寺
鹿窟光明寺，是台灣新北市石碇區鹿窟的寺院，原名鹿窟菜廟，正式名稱是光明禪寺。因鹿窟事件而有名。

## 歷史
台灣日治時代大正2年（1913年），鹿窟菜廟創建，別稱潮音布教所，主祀釋迦牟尼佛。1952年12月29日爆發「鹿窟事件」，台北衛戍司令部、台灣省保安司令部、保密局等單位在保密局偵防組組長谷正文的指揮下，包圍鹿窟山區並逐戶搜索，以鹿窟菜廟作為臨時聯合指揮所兼偵訊監獄，將逮捕的村民送至此監禁並以刑求逼供，加以定罪。鹿窟事件後改稱光明寺。

## 脚注
1. ↑  .   [2021-11-20]. （原始内容存档于2022-07-01）.
2. ↑  .   [2021-11-20]. （原始内容存档于2022-07-23）.